# Часы (фильм)
«Часы́» (англ. The Hours) — психологическая драма режиссёра Стивена Долдри, экранизация одноимённого романа Майкла Каннингема. Премия «Оскар» актрисе Николь Кидман за лучшую женскую роль (всего картина выдвигалась по девяти номинациям) и ещё около 30 различных кинонаград.

## Сюжет
Повествование ограничивается одним днём трёх женщин, с момента их пробуждения и до вечера. Истории их жизней разделены практически столетием: Николь Кидман играет британскую писательницу Вирджинию Вулф, угнетаемую депрессией и мыслями о самоубийстве; Джулианна Мур играет американскую домохозяйку Лору Браун, живущую в Лос-Анджелесе в 1951 году и страдающую от наскучившей жизни; Кларисса Вон, героиня Мерил Стрип, бисексуальный редактор издательства, живёт в 2001 году в Нью-Йорке и занята, помимо прочего, заботой об умирающем от СПИДа бывшем любовнике Ричарде (Эд Харрис), сыне Лоры Браун.
Эти очень разные, на первый взгляд, героини взаимосвязаны книгой Вирджинии Вулф «Миссис Дэллоуэй»: день Вулф начинается с того, что она приступает к работе над этим романом, Лора Браун читает эту книгу в своём идеальном особняке, пока её нелюбимый муж (Джон Си Рейли) находится на работе, и, наконец, Миссис Дэллоуэй — это давнишнее прозвище героини Мерил Стрип (так когда-то называл её Ричард).
Данные совпадения к финалу образуют сюжет почти мистического свойства: судьбы всех трёх героинь, при всех их временных и пространственных отличиях, окажутся практически идентичными.

## В ролях
|  | 1923 - Николь Кидман — Вирджиния Вулф - Стивен Диллэйн — Леонард Вулф - Миранда Ричардсон — Ванесса Белл - Линдси Маршал — Лотти Хоуп - Линда Бассетт — Нелли Боксэл | 1951 - Джулианна Мур — Лора Браун - Джон К. Рейли — Дэн Браун - Джек Ровелло — Ричи Браун - Тони Коллетт — Китти Барлоу - Марго Мартиндейл — миссис Лэч - Эми Карлсон — Мишель - Ли Гарлингтон — Джорджетт | 2001 - Мерил Стрип — Кларисса Вон - Эд Харрис — Ричард Браун - Эллисон Дженни — Салли Лестер - Клэр Дэйнс — Джулия Вон - Джефф Дэниэлс — Луис Уотерс |

## Награды
Фильм получил множество наград и номинаций в различных категориях. На 75-й церемонии вручения премии «Оскар», фильм получил девять номинаций и победил в категории «Лучшая женская роль». На 7-й церемонии вручения премии «Спутник», фильм получил пять номинаций, однако не победил ни в одной из них. На 60-й церемонии вручения премии «Золотой глобус», фильм получил семь номинаций и победил в номинациях «Лучший фильм — драма» и «Лучшая женская роль — драма». Фильм получил премию Гильдии сценаристов США в категории «Лучший адаптированный сценарий» и премию Американского общества специалистов по кастингу в категории «Выдающиеся достижения в области кастинга — крупнобюджетный фильм (драма)», а также был номинирован на награды «Бодиль» и «Сезар» и победил на кинофестивале «Аутфест».